# Oligotrophus saurica
Oligotrophus saurica är en tvåvingeart som först beskrevs av Fedotova 1991.  Oligotrophus saurica ingår i släktet Oligotrophus och familjen gallmyggor.
Artens utbredningsområde är Kazakstan. Inga underarter finns listade i Catalogue of Life.